# 1056年
| 千纪： | 2千纪 |
| 世纪： | 10世纪 \| 11世纪 \| 12世纪                                                                                           |
| 年代： | 1020年代 \| 1030年代 \| 1040年代 \| 1050年代 \| 1060年代 \| 1070年代 \| 1080年代                                     |
| 年份： | 1051年 \| 1052年 \| 1053年 \| 1054年 \| 1055年 \| 1056年 \| 1057年 \| 1058年 \| 1059年 \| 1060年 \| 1061年           |
| 纪年： | 丙申年（猴年）；契丹清宁二年；北宋至和三年，嘉祐元年；西夏福聖承道四年；大理政安四年；越南龍瑞太平三年；日本天喜四年 |

## 大事记
- 摩洛哥的穆拉比特王朝進入全盛時期。

## 逝世
- 狄奧多拉女皇（984年－1056年，72岁），拜占庭帝國最後一位女皇。
- 亨利三世（1017年－1056年，39岁），德意志國王及神聖羅馬帝國皇帝。